# Fort Erie
Fort Erie es una ciudad ubicada en la Región Municipal del Niágara, en Canadá. Fort Erie es una de las comunidades de más rápido crecimiento en Niágara, y ha experimentado un alto nivel de desarrollo residencial y comercial en los últimos años. Garrison Road (Niagara Regional de Carreteras 3) es el "corredor comercial" de la ciudad, que se extiende del este a oeste a través de Fort Erie.
Fort Erie es también el hogar de un número de otras áreas centrales comerciales (Bridgeburg, Ridgeway, Stevensville y Playa Cristal), como resultado de la fusión en 1970 del municipio de Bertie y el pueblo de Crystal Beach de Fort Erie.

## Geografía
Fort Erie es generalmente plana, pero hay pequeñas colinas de arena, que varían en altura de 2 a 15 metros, a lo largo de la orilla del lago Erie, y una cresta de piedra caliza se extiende desde el punto Abino a cerca de Miller Creek, dando a Ridgeway su nombre. El suelo es poco profundo, con un subsuelo de arcilla.
Las playas de la ciudad están en la costa del lago Erie. La más visitada es la Erie Beach, Crystal Beach y Playa de la Bahía, son considerados como los mejores de la zona y atraen a muchos visitantes que vienenm el fin de semana desde Toronto y Búfalo. Mientras que los veranos son agradables, los inviernos de vez en cuando puede ser feroz, con tormentas de nieve y vientos que azotan la ciudad desde el lago Erie.

### Comunidades
Además del núcleo urbano principal de Fort Erie, la ciudad también contiene los barrios de Negro Creek, Bridgeburg/Northend/Victoria, Parque de la Media Luna Roja, Playa Cristal, Abino Point, Ridgeway, Snyder y Stevensville. Otros barrios más pequeños pero históricos son Amigari Downs, Playa de la Bahía, las alturas de Buffalo, Douglastown, Playa Erie y Bosque Oakhill, entre otros.
Erie Beach es un lugar designado en los datos del censo canadiense, tenía una población de 199 en el año 2006. Las dos principales escuelas públicas son Fort Erie Secondary School y Ridgeway-Crystal Beach High School, a donde acuden alumnos de toda la ciudad.

## Historia
El área de Fort Erie contiene yacimientos de sílex, y llegó a ser importante en la producción de puntas de lanza, puntas de flechas y otras herramientas. A finales del siglo XVI y principios, la península de Niagara fue habitada por la nación neutral, llamada así por los franceses, ya que debido a que trató de mantenerse neutral entre los beligerantes del pueblo Hurón y de la Confederación Iroquesa. En 1650, durante las Guerras del castor, la Confederación Iroquesa declaró la guerra a la nación neutral, expulsándolos de su territorio tradicional para 1651, y prácticamente les aniquilar por 1653.

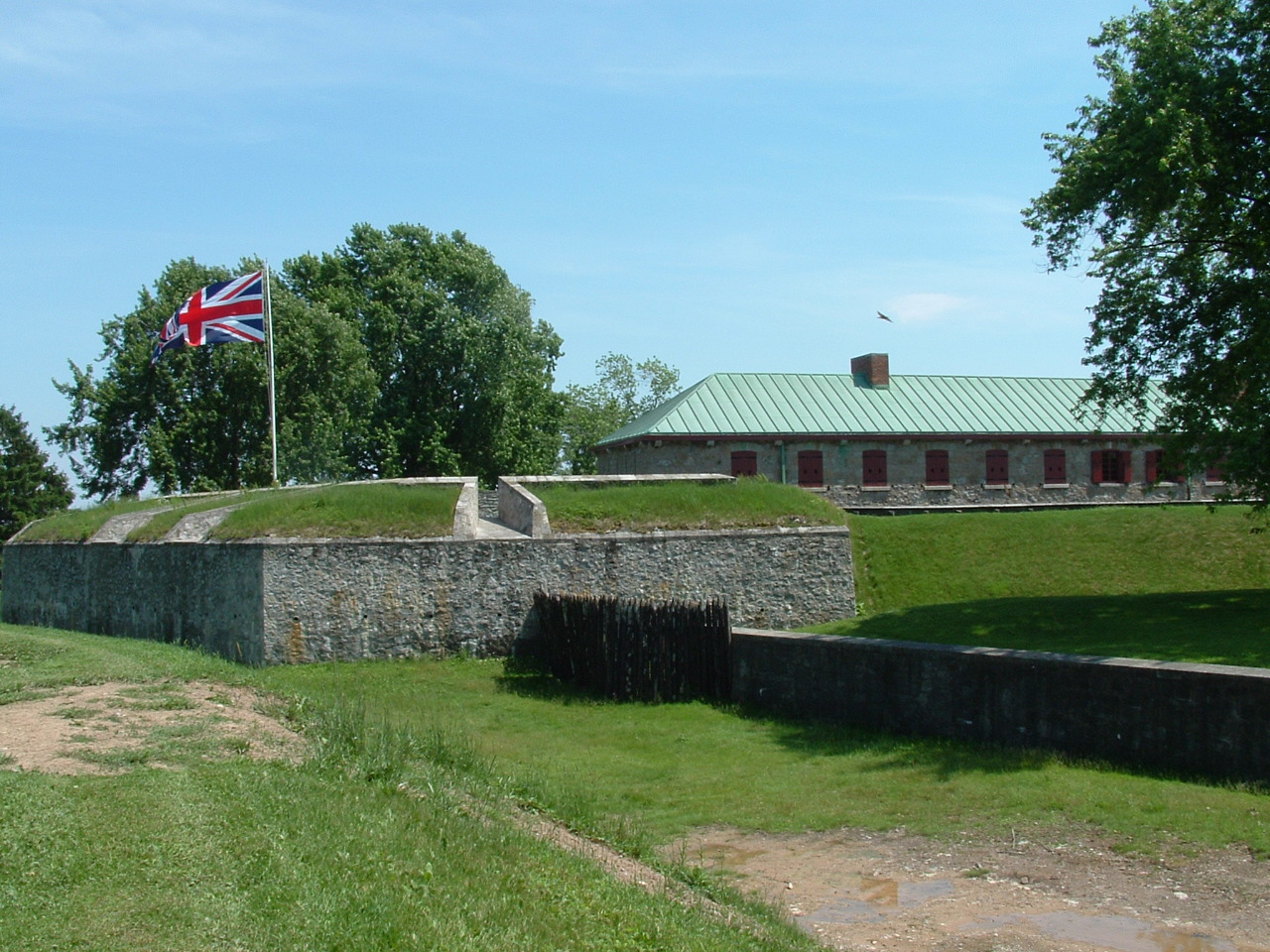
El Old Fort Erie, cerca de la ciudad.

Después del Tratado de París, que puso fin a la guerra franco-india y trasladando Canadá desde Francia a Gran Bretaña, el Jorge III emitió la Proclamación Real de 1763, estableciendo una "línea de proclamación", el territorio más allá de los cuales (incluyendo lo que hoy es el sur de Ontario) sería una reserva india. Este fue un intento de evitar más conflictos con los indios, aunque no pudo prevenir la Rebelión de Pontiac del año siguiente. Los británicos también construyeron una serie de fuertes militares para defender su nuevo territorio, incluyendo Old Fort Erie, la primera versión que fue establecido en 1764.
Durante la Revolución estadounidense, Fort Erie fue utilizado como depósito de suministros para las tropas británicas. Después de la guerra, el territorio de lo que hoy es la ciudad de Fort Erie fue colocada por los soldados desmovilizados de los Rangers de Butler, y el área fue nombrada municipio de Bertie en 1784.
El fuerte original fue destruido por el hielo, así como un segundo fuerte construido en el mismo sitio. En 1803, los británicos comenzaron a trabajar en uno nuevo de piedra, encima de la anterior fortaleza. Cuando la Guerra anglo-estadounidense de 1812 comenzó, las tropas estacionadas en Fort Erie fueron sorprendidas con la guardia baja debido a que la fortaleza estaba en medio de la reconstrucción. Los estadounidenses se mantenieron durante un tiempo, defendiéndose de dos ataques británicos. Posteriormente destruyeron Fort Erie y volvió a Buffalo en el invierno de 1814.
El área de Fort Erie se convirtió en un término importante para los esclavos que utilizan el ferrocarril subterráneo en la mitad del siglo XIX, muchos de los cuales entraron en Canadá desde Buffalo, Nueva York. Bertie Hall (que se utilizó durante un tiempo en el siglo XX como un Museo de Casas de Muñecas) se cree que ha sido un punto de parada en el ferrocarril subterráneo.
En 1866, durante las Incursiones de Fenian, entre 1000 y 1350 soldados a favor de los Fenians cruzaron el río Niágara y avanzaron hacia el canal de Welland. Estos derrotaron a las milicias locales en la Batalla de Ridgeway, y luego se volvió y luchó la batalla de Fort Erie antes de retirarse a través del río y entregarse a las autoridades estadounidenses.
La compañía Grand Trunk Railway construyó el puente ferroviario internacional en 1873, dando lugar a una nueva ciudad, originalmente llamado Victoria y posteriormente renombrado a Bridgeburg, al norte del asentamiento original de Fort Erie. En 1876, Ridgeway tenía una población estimada de 800, el pueblo de Fort Erie tiene una población estimada de 1.200 y Victoria tenía tres estaciones de ferrocarril. En 1887, Ridgeway y Stevensville tenían una población estimada de 650, mientras que Victoria tenía cerca de 765; y Fort Erie de unos 4.000 habitantes.
Durante el Movimiento del Niágara, que se celebró en el Hotel Erie Beach en 1905, produjo más tarde la fundación de la NAACP (siglas de National Association for the Advancement of Colored People), con sede en Fort Erie.
El histórico Faro de Point Abino fue construido por el gobierno canadiense en 1918. El faro se ha automatizado en 1989. Desde su retiro en 1995, el faro de Point Abino fue designado como Sitio Histórico Nacional. El faro es ahora propiedad de la ciudad de Fort Erie, y está disponible para los viajes de fin de semana en el verano. 
El 7 de agosto, se abrió el Puente de la Paz entre Fort Erie y Buffalo, y el 1 de enero de 1932, Bridgeburg y Fort Erie se fusionaron en una sola ciudad. Las ruinas del Old Fort Erie permanecieron hasta que fueron reconstruidos a través de una era de la depresión "programa de trabajo" del proyecto, como una atracción turística. Las obras se iniciaron en 1937, y el fuerte se abrió al público en 1939.
En 1970, el gobierno provincial consolidado los distintos pueblos en lo que había sido Bertie Township, entre ellos el entonces pueblo de Fort Erie, en la actual ciudad de Fort Erie.